# Инзовский сельский совет (Приморский район)
Инзовский сельский совет (укр. Інзівська сільська рада) — входит в состав
Приморского района
Запорожской области
Украины.
Административный центр сельского совета находится в 
с. Инзовка.

## История
- 1861 — дата образования.

## Населённые пункты совета
- с. Инзовка

## Ликвидированные населённые пункты совета
- с. Вольное